# Rotor
În calculul vectorial, rotorul este un operator vectorial care scoate în evidență „rata de rotație” a unui câmp vectorial, adică direcția axei de rotație și magnitudinea rotației. În lucrările de limbă română, operatorul rotor este notat cu rot.
Termenul de „rotație” este folosit aici ca proprietate a unei funcții vectoriale de poziție, independent de variația acesteia în timp, de exemplu în câmpurile gravitațional și electric.

## Definiție matematică
Din punct de vedere matematic, rotorul este definit prin următoarea formulă:
{\displaystyle \mathbf {rot} F\cdot {\hat {n}}=\lim _{A\rightarrow 0}{\frac {\oint _{C}\mathbf {F} \cdot d\mathbf {s} }{A}}}
unde {\displaystyle {\hat {n}}} este versorul normal la suprafața de rotație.
Partea din dreapta este valoarea unei integrale pe conturul unei suprafețe care tinde la zero (se apropie oricât de mult de un punct).

## Notație
Operatorul rotor aplicat pe un câmp vectorial F se poate nota și cu {\displaystyle \nabla \times F}, făcând legătura cu operatorul nabla. Aceasta conduce la o notație mnemonică des folosită pentru reținerea expresiei rotorului unui câmp de vectori în coordonate carteziene, și anume:
{\displaystyle \nabla \times F\,=\,\mathbf {det} {\begin{bmatrix}{\hat {i}}&{\hat {j}}&{\hat {k}}\\\\{\frac {\partial }{\partial x}}&{\frac {\partial }{\partial y}}&{\frac {\partial }{\partial z}}\\\\F_{x}&F_{y}&F_{z}\end{bmatrix}}}
unde Fx, Fy, Fz sunt componentele câmpului vectorial pe axele sistemului cartezian, Ox, Oy, respectiv Oz, iar {\displaystyle {\hat {i}}}, {\displaystyle {\hat {j}}}, {\displaystyle {\hat {k}}} sunt, respectiv, versorii direcțiilor celor trei axe.
Determinantul simbolic de mai sus se dezvoltă în mod obligatoriu după prima linie, cea cu versorii direcțiilor, și produce rezultatul:
{\displaystyle \nabla \times \mathbf {F} \,=\,\left({\frac {\partial F_{z}}{\partial y}}-{\frac {\partial F_{y}}{\partial z}}\right){\hat {i}}+\left({\frac {\partial F_{x}}{\partial z}}-{\frac {\partial F_{z}}{\partial x}}\right){\hat {j}}+\left({\frac {\partial F_{y}}{\partial x}}-{\frac {\partial F_{x}}{\partial y}}\right){\hat {k}}}
Această expresie este chiar definiția rotorului în coordonate carteziene.

## Semnificație concretă
Se consideră vectorul {\displaystyle {\vec {v}}} care reprezintă vectorul viteză unghiulară {\displaystyle {\sqrt {p^{2}+q^{2}+r^{2}}},} în jurul unei axe {\displaystyle {\frac {x-x_{0}}{p}}={\frac {y-y_{0}}{q}}={\frac {z-z_{0}}{r}}.}
Rotorul acestui vector are componentele {\displaystyle 2p,2q,2r;} deci este așadar dublul vectorului viteză de rotație.
Într-un mod mai general, se poate considera vectorul viteză {\displaystyle {\vec {v}}} într-un punct {\displaystyle (x,y,z)} oarecare al unui fluid și o sferă foarte mică cu centrul {\displaystyle (x,y,z).}
Dacă s-ar solidifica porțiunea de fluid care umple sfera, suprimând în același timp fluidul care înconjoară sfera, în așa fel încât sfera să fie lăsată numai sub influența vitezelor dobândite, în mecanica fluidelor se arată că mișcarea pe care o va adopta sfera se va compune dintr-o translație definită de viteza {\displaystyle {\vec {v}}} a punctului {\displaystyle (x,y,z)} și o rotație egală cu {\displaystyle {\frac {1}{2}}rot\;{\vec {v}}.}